# Andorra no Festival Eurovisão da Canção
A Andorra participou no Festival Eurovisão da Canção, pela 1ª vez em 2004 e é o único país participante que nunca se classificou para a Grande Final. O seu melhor resultado foi na edição de 2007, onde atingiu o 12º lugar na semifinal. Não participa desde 2010, devido a falta de condições financeiras da Ràdio i Televisió d'Andorra, que promove o concurso no país.

## Galeria

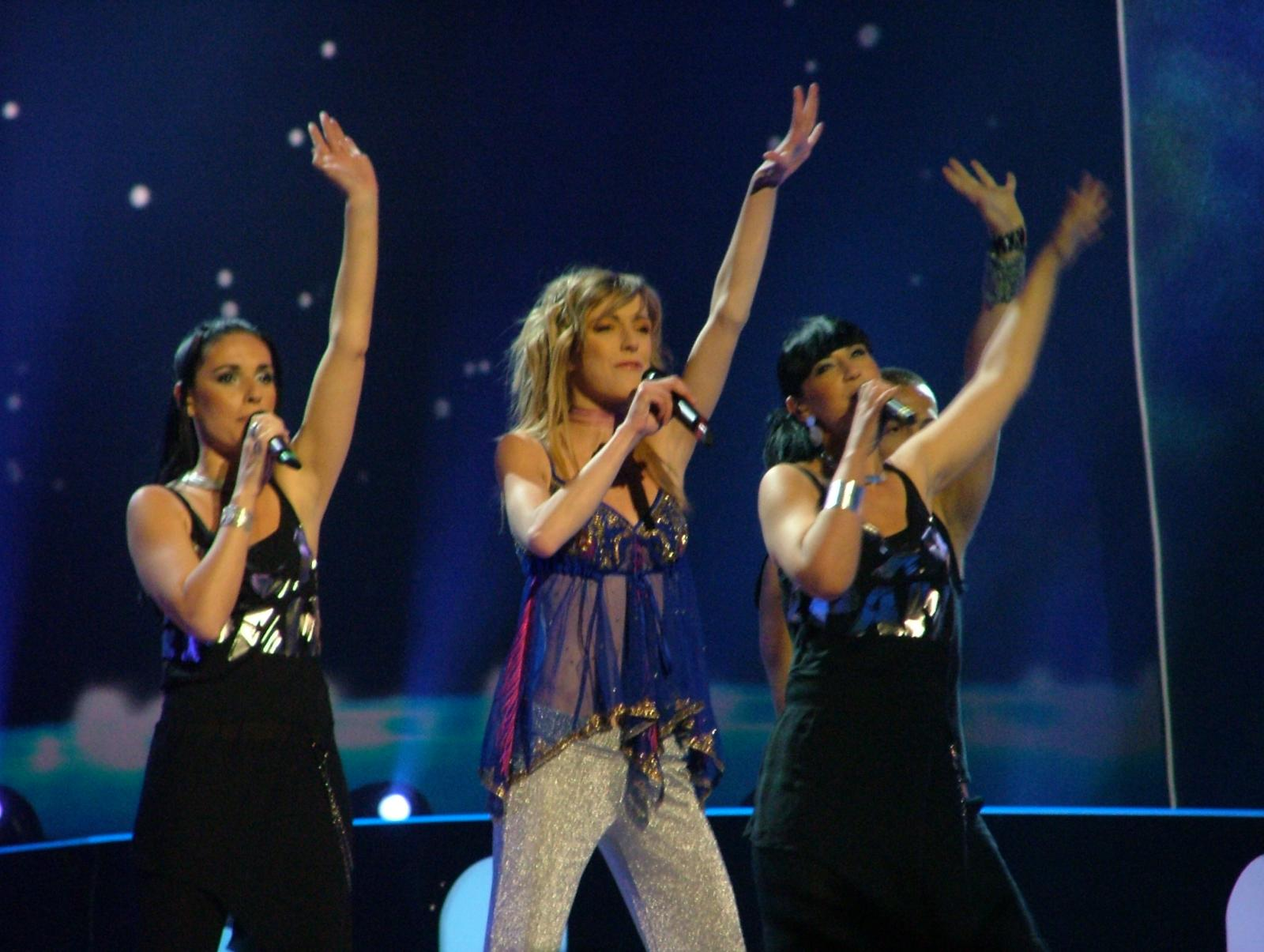
Marta Roure em Istambul (2004)
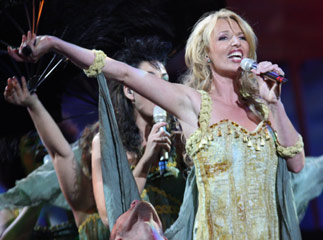
Marian van de Wal em Kiev (2005)
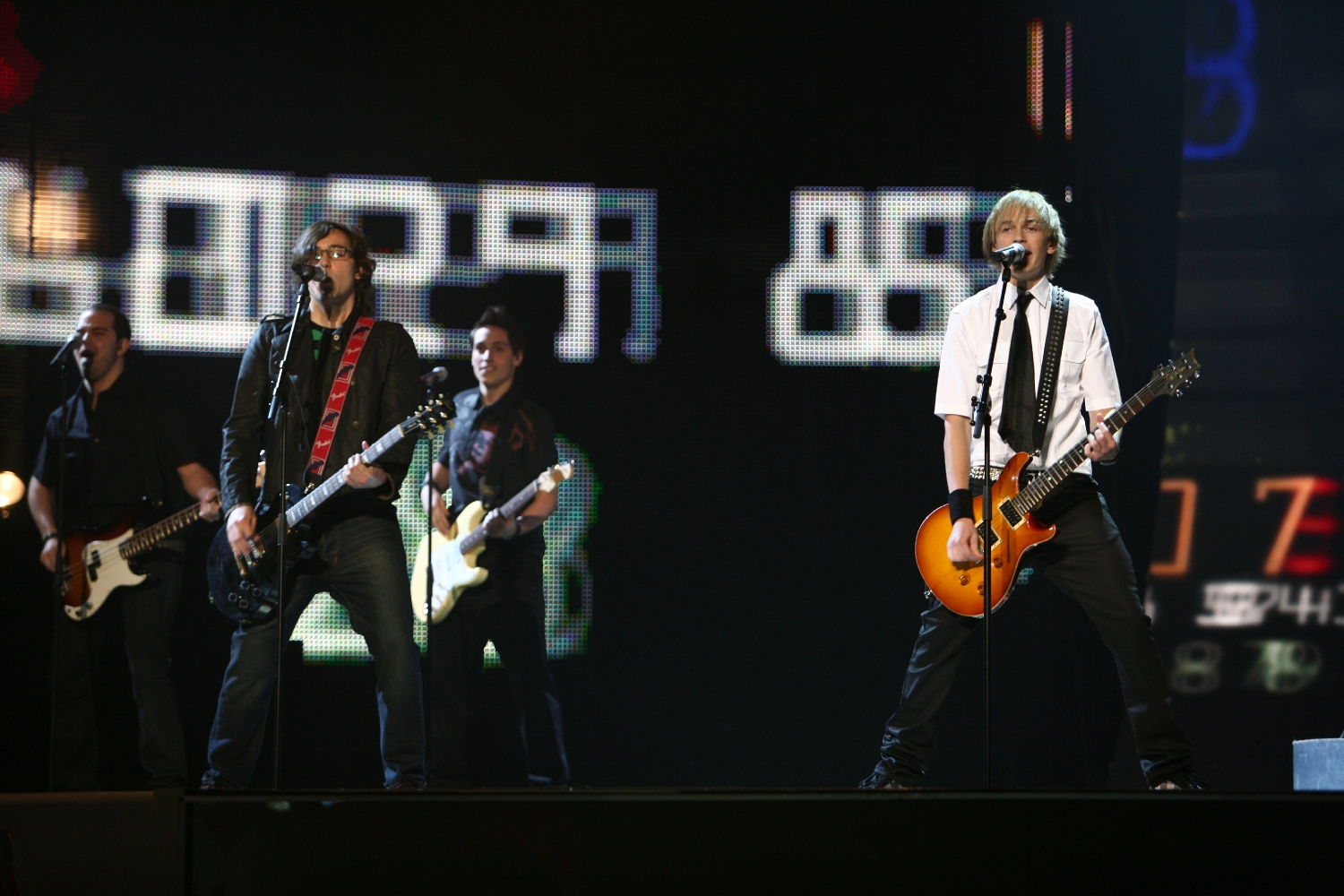
Anonymous em Helsínquia (2007)
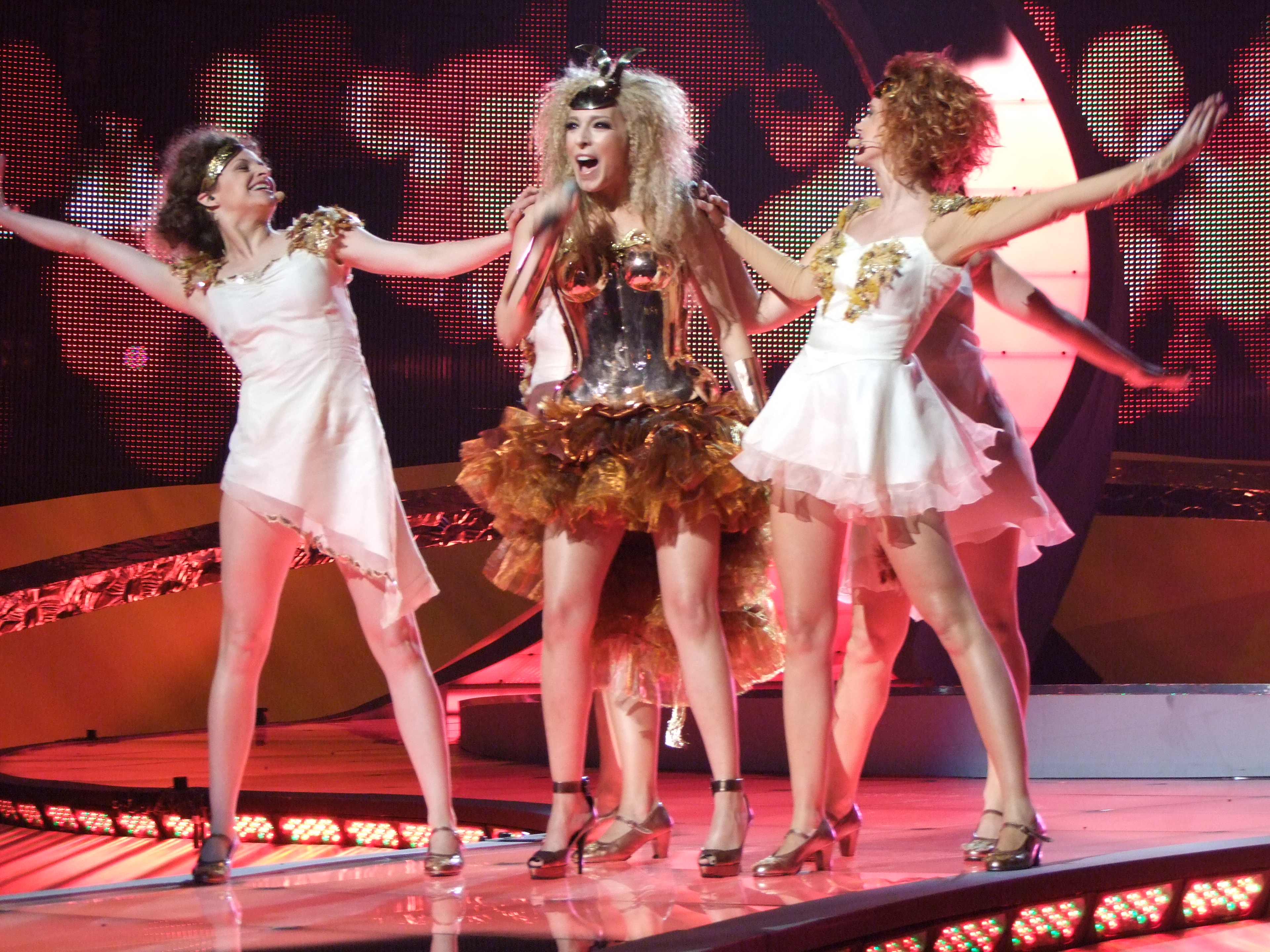
Giselaem Belgrado (2008)

## Participações
Legenda
     Vencedor
     2.º lugar
     3.º lugar
     Pontuação Nula ("Null Points")/Último Lugar
     Melhor classificação (fora do top 3)
     Qualificação para a final (fora do top 3)
     País-anfitrião
     Desclassificado
| 1º                       | Istambul 2004   | Marta Roure       | "Jugarem a estimar-nos" Nós vamos brincar ao amor um com o outro | Catalão          | Não se qualificou | Não se qualificou | 18º | 12 |
| 2º                       | Kiev 2005       | Marian van de Wal | "La mirada interior" A olhadela interior                         | Catalão          | Não se qualificou | Não se qualificou | 23º | 27 |
| 3º                       | Atenas 2006     | Jenny             | "Sense tu" Sem ti                                                | Catalão          | Não se qualificou | Não se qualificou | 23º | 8  |
| 4º                       | Helsínquia 2007 | Anonymous         | "Salvem el món" Salvem o mundo                                   | Catalão & Inglês | Não se qualificou | Não se qualificou | 12º | 80 |
| 5º                       | Belgrado 2008   | Gisela            | "Casanova"                                                       | Inglês & Catalão | Não se qualificou | Não se qualificou | 16º | 22 |
| 6º                       | Moscovo 2009    | Susanne Georgi    | "La teva decisió (Get a Life)" A Tua Decisão                     | Catalão & Inglês | Não se qualificou | Não se qualificou | 15º | 8  |
| Não participa desde 2010 |                 |                   |                                                                  |                  |                   |                   |     |    |

| Ano          | Artista        | Canção                         | Final             | Final             | Final             | Final             | Final             | Final             | Semi            | Semi            | Semi            | Semi            | Semi | Semi   |
| Ano          | Artista        | Canção                         | Tlv.              | Pontos            | Júri              | Pontos            | Cl.               | Pontos            | Tlv.            | Pontos          | Júri            | Pontos          | Cl.  | Pontos |
| ------------ | -------------- | ------------------------------ | ----------------- | ----------------- | ----------------- | ----------------- | ----------------- | ----------------- | --------------- | --------------- | --------------- | --------------- | ---- | ------ |
| Moscovo 2009 | Susanne Georgi | "La teva decisió (Get a Life)" | Não se qualificou | Não se qualificou | Não se qualificou | Não se qualificou | Não se qualificou | Não se qualificou | Apenas televoto | Apenas televoto | Apenas televoto | Apenas televoto | 15º  | 8      |

## Comentadores e porta-vozes
| Ano(s) | Comentador televisivos             | Votação           | Votação          | Votação         | Votação                   |
| Ano(s) | Comentador televisivos             | Porta-voz         | Idioma utilizado | Cidade          | Plano de fundo            |
| ------ | ---------------------------------- | ----------------- | ---------------- | --------------- | ------------------------- |
| 2003   | Meri Picart e Albert Roig          | Não participou    | Não participou   | Não participou  | Não participou            |
| 2004   | Meri Picart and Josep Lluís Trabal | Pati Molné        | Francês          | Andorra-a-Velha | Centro Termolúdico Caldea |
| 2005   | Meri Picart and Josep Lluís Trabal | Ruth Gumbau       | Francês          | Andorra-a-Velha | Centro Termolúdico Caldea |
| 2006   | Meri Picart and Josep Lluís Trabal | Xavi Palma        | Francês          | Andorra-a-Velha | Centro Termolúdico Caldea |
| 2007   | Meri Picart and Josep Lluís Trabal | Marian van de Wal | Francês          | Andorra-a-Velha | Calidea i la Dama de Gel  |
| 2008   | Meri Picart and Josep Lluís Trabal | Alfred Llahí      | Francês          | Andorra-a-Velha | Pont de Paris             |
| 2009   | Meri Picart                        | Brigits García    | Francês          | Andorra-a-Velha | Avinguda Meritxell        |
| 2010   | Não transmitiu                     | Não participou    | Não participou   | Não participou  | Não participou            |
| 2011   | Não transmitiu                     | Não participou    | Não participou   | Não participou  | Não participou            |
| 2012   | Não transmitiu                     | Não participou    | Não participou   | Não participou  | Não participou            |
| 2013   | Não transmitiu                     | Não participou    | Não participou   | Não participou  | Não participou            |
| 2014   | Não transmitiu                     | Não participou    | Não participou   | Não participou  | Não participou            |
| 2015   | Não transmitiu                     | Não participou    | Não participou   | Não participou  | Não participou            |
| 2016   | Não transmitiu                     | Não participou    | Não participou   | Não participou  | Não participou            |
| 2017   | Não transmitiu                     | Não participou    | Não participou   | Não participou  | Não participou            |
| 2018   | Não transmitiu                     | Não participou    | Não participou   | Não participou  | Não participou            |
| 2019   | Não transmitiu                     | Não participou    | Não participou   | Não participou  | Não participou            |
| 2021   | Não transmitiu                     | Não participou    | Não participou   | Não participou  | Não participou            |
| 2022   | Não transmitiu                     | Não participou    | Não participou   | Não participou  | Não participou            |
| 2023   | Não transmitiu                     | Não participou    | Não participou   | Não participou  | Não participou            |

## História dos votos
Andorra deu mais pontos a…
| Rank | País      | Pontos |
| ---- | --------- | ------ |
| 1    | Portugal  | 64     |
| 2    | Espanha   | 60     |
| 3    | Finlândia | 49     |
| 3    | Ucrânia   | 49     |
| 5    | Israel    | 45     |

Andorra recebeu mais pontos de…
| Rank | País          | Pontos |
| ---- | ------------- | ------ |
| 1    | Espanha       | 54     |
| 2    | Portugal      | 10     |
| 3    | Estónia       | 8      |
| 4    | Chéquia       | 7      |
| 4    | Polónia       | 7      |
| 4    | Países Baixos | 7      |